# Echinacea purpurea
Echinacea purpurea (L.) Moench è una pianta appartenente alla famiglia delle  Asteraceae.

## Descrizione

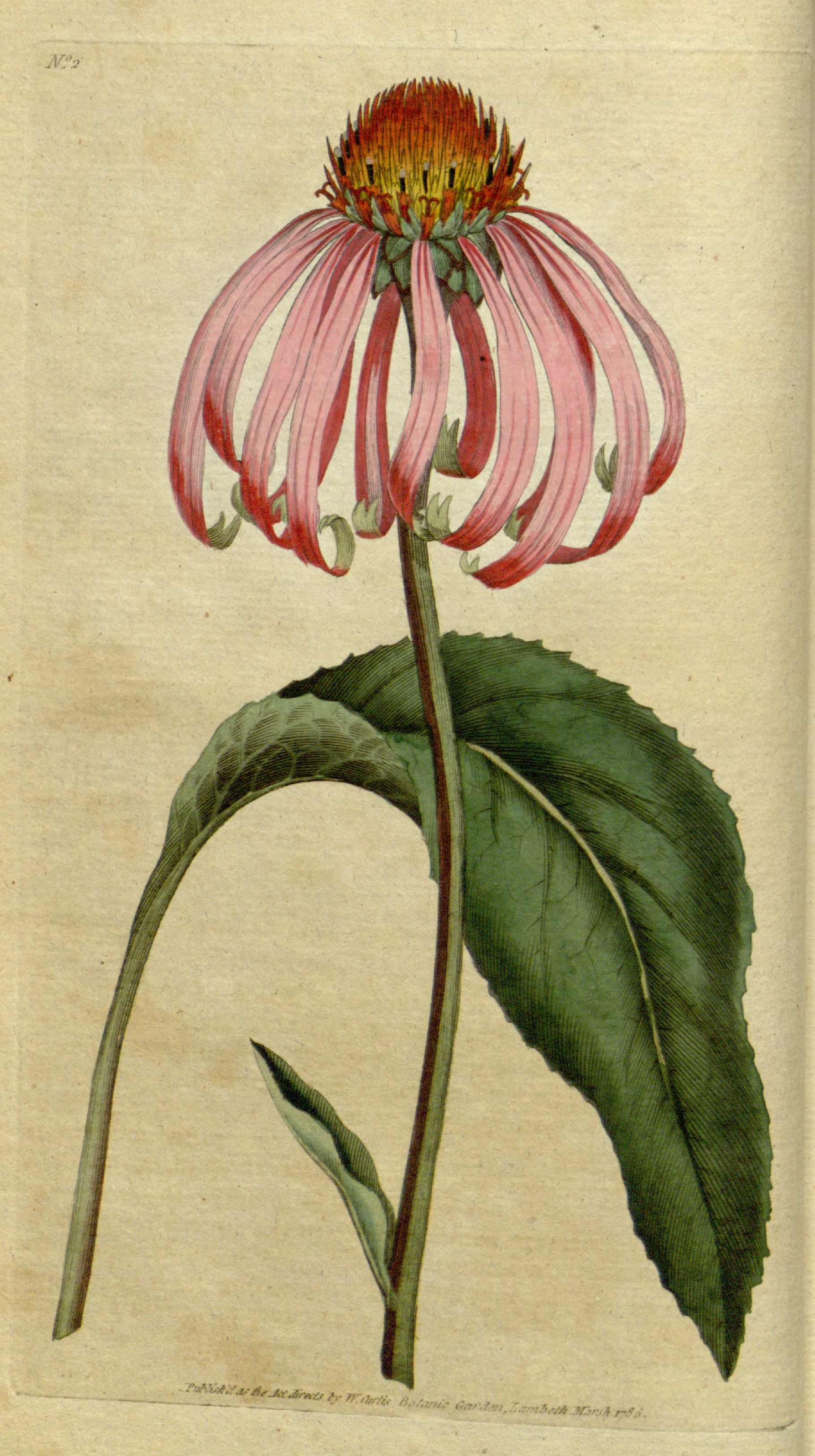
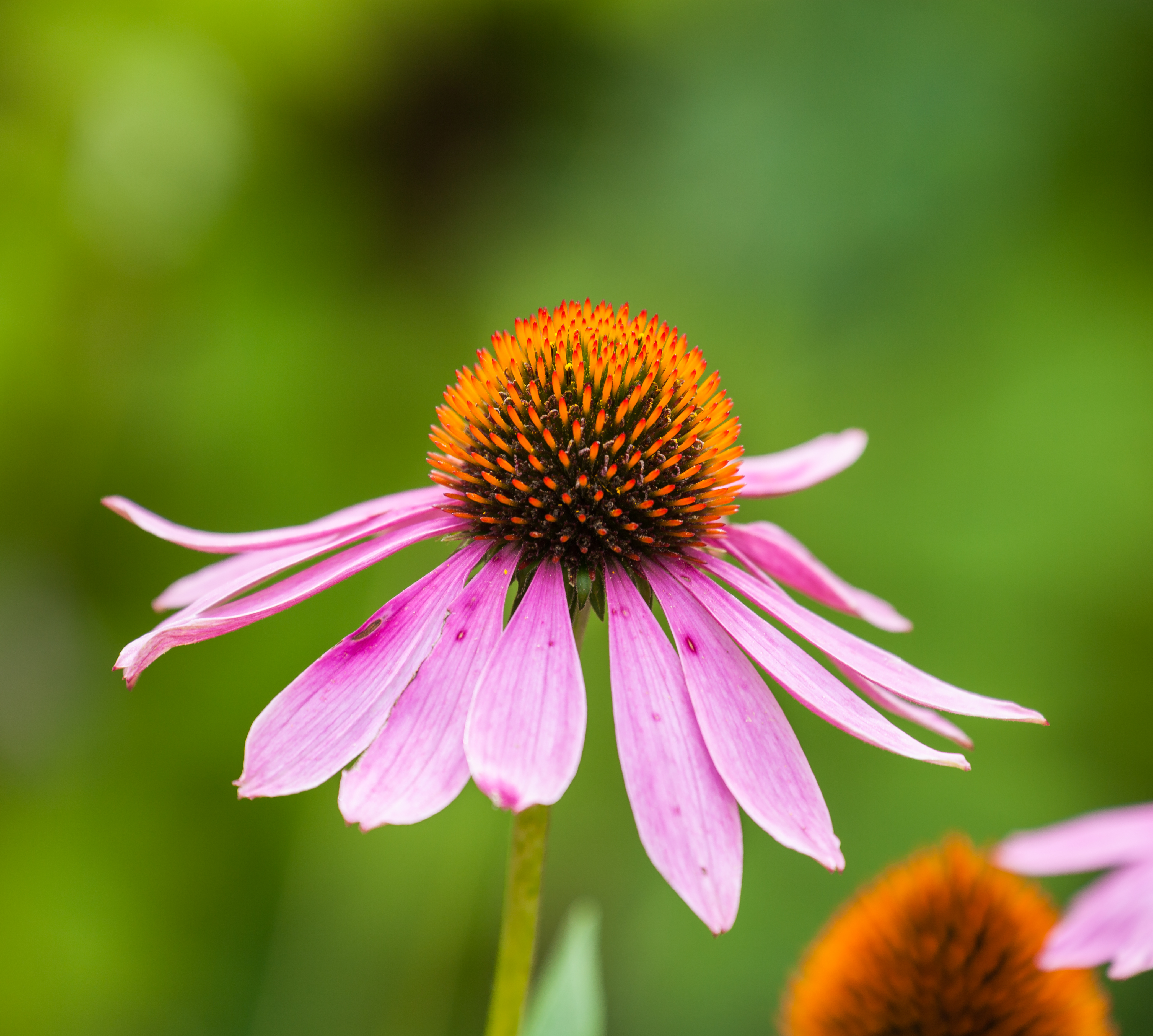
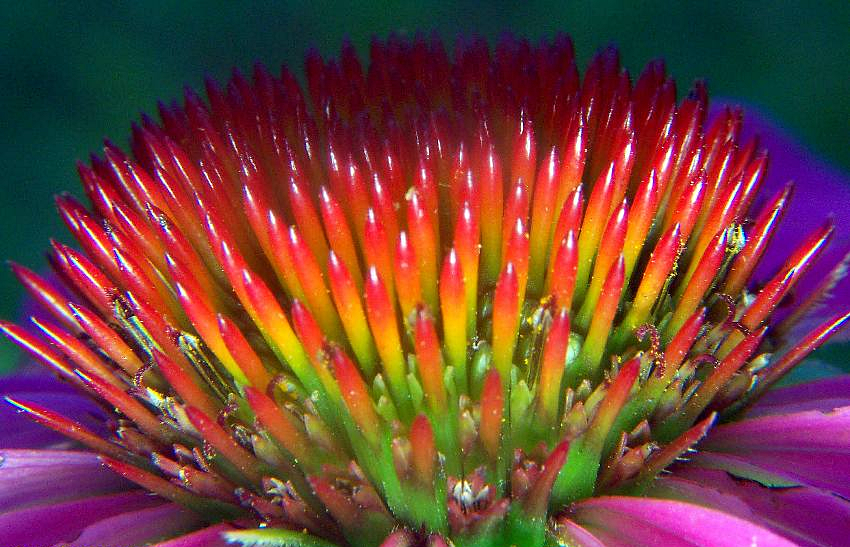
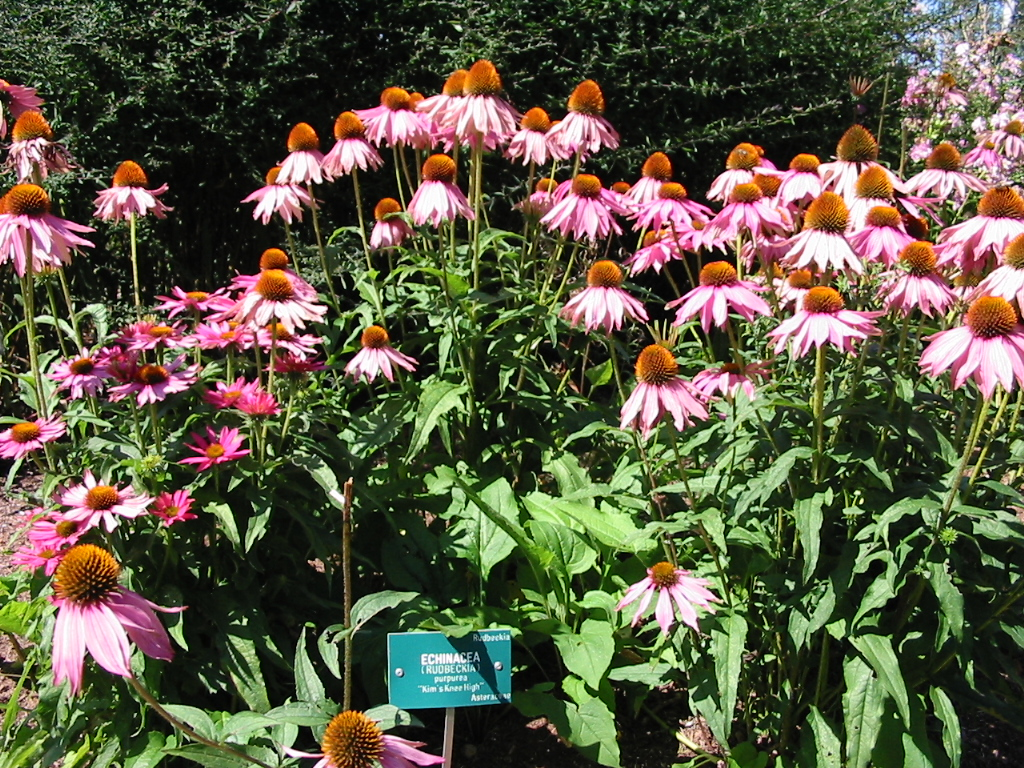

Erbacea perenne a riposo invernale. Molto resistente, la più longeva del genere.
Le foglie, riunite in rosette basali e poi distribuite lungo gli scapi, sono lanceolate od ellittiche, con margine intero o seghettato e generalmente provviste di peli. Il fusto, di altezza fino ai 120cm, ha un portamento eretto.  Attraggono molti insetti impollinatori.

## Distribuzione e habitat
La specie è nativa del Nord America. Il suo areale va dalla Virginia all'Ohio e al Michigan, spingendosi a sud sino alla Georgia e la Louisiana.

## Usi
La specie è nota per le sue proprietà medicinali: è usata nella preparazione di farmaci che rafforzano il sistema immunitario.